# Фёльми, Эрвин
Эрвин Фёльми (нем. Erwin Voellmy; 9 сентября, 1886, Берн (кантон) — 15 января, 1951, Базель) — швейцарский шахматист.

## Биография
В 1916 году в Базеле защитил докторскую диссертацию о теории электронов. Позже работал учителем математики в Базеле. Был одним из основателей ассоциации учителей математики Швейцарии.
С 1910-х годов до конца 1930-х был одним из ведущих шахматистов Швейцарии. Три раза побеждал на чемпионате Швейцарии по шахматам (1911, 1920, 1922). Больше чем сорок лет был редактором шахматного отдела швейцарской газеты «Basler Nachrichten», а также главным редактором швейцарского шахматного ежемесячника «Swiss Chess Magazine». Автор многих книг по математике и шахматам.
Представлял сборную Швейцарии на крупнейших командных шахматных турнирах:
- в шахматной олимпиаде участвовал в 1928 году;
- в неофициальных шахматных олимпиадах участвовал два раза (1924, 1936). В командном зачете завоевал бронзовую (1924) медаль[3].

За заслуги в развитии шахмат в 1949 году избран почетным членом Международной шахматной федерации (ФИДЕ).